# سامسو
سامسو (به لاتین: Samsø) یک جزیره با جمعیت ۳٬۸۰۶ نفر در کاتگات، دانمارک واقع شده‌است.